# Talludajj
Talludajj (arab. تلعداي) – wieś w Syrii, w muhafazie Hims. W 2004 roku liczyła 749 mieszkańców.